# نوفيل إجليس
نوفيل إجليس (بالفرنسية: Nouvelle-Église)‏ هي بلدية تقع في إقليم باد كاليه من منطقة نور با دو كاليه في شمال فرنسا. تبلغ مساحة هذه المدينة 9.07 (كم²)، وترتفع عن سطح البحر 2 م، يبلغ عدد سكانها 476 نسمة حسب إحصاء المعهد الوطني للإحصاء والدراسات الاقتصادية سنة 2009 م. وترأس Patrick Way البلدية خلال فترة (2008-2014).

## جغرافيا
تقع نوفيل إجليس على بعد حوالي 9 كيلومتر(6 ميل) شرق من كاليه, على مفترق شارع دي229 وشارع دي 219, على بعد نصف ميل من مفترق طرق 50 على الأي 6 الطريق السريعه 

## الكثافة السكانية
| السنة | كثافة سكانية |
| ----- | ------------ |
| 1962  | 283          |
| 1968  | 291          |
| 1975  | 268          |
| 1982  | 276          |
| 1990  | 322          |
| 1999  | 343          |
| 2006  | 476          |

## اماكن مثيره للاهتمام
- كنيسة نوتري دايم, حيث الكنيسة تعود إلى القرن التاسع عشر.